# 今年いちばん風の強い午後
「今年いちばん風の強い午後」（ことしいちばんかぜのつよいごご）は、日本の女性歌手、観月ありさの5枚目のシングル。

## 解説
- 「伝説の少女」、「TOO SHY SHY BOY!」に続くKIRIN「シャッセ」CMソング。
- 呉田軽穂こと松任谷由実が楽曲を提供。松任谷からはピアノスケッチ段階の楽曲が本曲ともう1曲提示され、もう一つの楽曲は後に『真夏の夜の夢』として松任谷自身がリリースすることになったという。[1]

- 累計19万枚超え。

## 収録曲
1. 今年いちばん風の強い午後
作詞・作曲：呉田軽穂　編曲：大村雅朗
2. 素直になりたい
作詞・作曲：辛島美登里　編曲：京田誠一
3. 今年いちばん風の強い午後（オリジナル・カラオケ）

## 収録アルバム
- FIORE-ARISA COLLECTION-
- REMIX ALBUM KAN-JUICE (DUB'S DUB MIX)
- HISTORY～ALISA MIZUKI COMPLETE SINGLE COLLECTION～
- VINGT-CINQ ANS

## 「素直になりたい」の広東語カバー
香港の女性歌手であるウィニー・ラウ（劉小慧）が、「素直になりたい」を「怎會是沒有可能」のタイトルで広東語によりカバー。
広東語詞は張美賢、編曲は張兆鴻。
彼女の5枚目のアルバム『改改』（ポリグラム、1994年3月22日）に収録。なお同アルバムには、森高千里「渡良瀬橋」のカバーである「一起走到明天」や、Wink「背徳のシナリオ」のカバーである「Do Re Me Fa So」も収録される。